# مارتا ونتورت

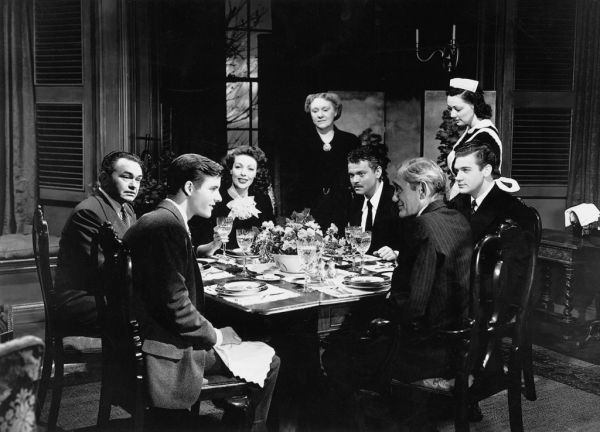
مارتا ونتورت ایستاده در مرکز تصویر، در صحنه‌ای از فیلم غریبه (۱۹۴۶)

مارتا ونتورت (انگلیسی: Martha Wentworth؛ زاده ۲ ژوئن ۱۸۸۹ – درگذشته ۸ مارس ۱۹۷۴) هنرپیشه اهل ایالات متحده آمریکا بود.

## بخشی از فیلمشناسی
- اسباب‌بازی‌های شکسته (۱۹۳۵، کوتاه)
- بطری‌ها (۱۹۳۶، کوتاه)
- توبی لاک‌پشته بازمی‌گردد (۱۹۳۶، کوتاه)
- پل واترلو (۱۹۴۰)
- دکتر جکیل و آقای هاید (۱۹۴۱)
- ماجراهای مارتین ایدن (۱۹۴۲)
- کتاب جنگل (۱۹۴۲)
- درختی در بروکلین می‌روید (۱۹۴۵)
- ماجرا (۱۹۴۵)
- بیگانه (۱۹۴۶)
- آشیانه عشق (۱۹۵۱)
- خانه پر او. هنری (۱۹۵۲)
- دلقک (۱۹۵۳)
- مدرسه اوباش و اراذل (۱۹۵۵)
- مرد بازو طلایی (۱۹۵۵)
- بیتنیک‌ها (۱۹۶۰)
- صد و یک سگ خالدار (۱۹۶۱)
- شمشیر در سنگ (۱۹۶۳)
- مری پاپینز (۱۹۶۴)